# Genetická eroze
Genetická eroze znamená vytrácení genetické variability z populace. Genetická eroze nastává, pokud se z populace ztrácí vzácné geny či odrůdy, nejčastěji v důsledku vytlačování úspěšnějšími druhy. Dalším důvodem genetické eroze může být „ředění“ genů při křížení s úspěšnějšími či dokonce invazivními druhy. Jinou příčinou genetické eroze může být stahování druhu do menších oblastí, jako například do teplejších údolí, čímž se mohou začít hromadit genetické vady v důsledku hromadění recesivních genů pro některé dědičné choroby (viz inbreeding).

## Příklady
- Kvůli klimatickým změnám by v budoucnosti například mohl vymizet polární medvěd, jehož křížence s jeho rozšířenějším příbuzným (který obsadil teplejší niku) vyústilo v popsání druhu Pizzly.
- Některé krkonošské violky v poslední době ztrácejí na počtu kvůli tomu, že se do studenějších míst dostávají jiné druhy, se kterými se kříží – viz křížení ohrožené původní horské violky žluté sudetské (Viola lutea subsp. sudetica) a zavlečené violky trojbarevné (Viola tricolor).[2]